# Антіпов Віктор Сергійович
Віктор Сергійович Антіпов  (нар. 6 серпня 1984,Червоноград, Львівська область)— український тренер з боксу. З 1 вересня 2005 року працює тренером в ДЮСШ «Шахтар» товариство Україна, теперішній ДЮСШ№2. Майстер спорту України з боксу.

## Біографія
У 1995 році почав займатись боксом в червоноградській ДЮСШ «Шахтар» за час тренувань, виконав звання Майстра Спорту України з боксу. Чемпіон України з боксу серед юнаків Керч 1997-98рр. Бронза на міжнародному турнірі серед молоді Тестіна Одеса 2001 рік, золото турнір «Кузніцова» 2003 та посів перше місце на чемпіонаті України серед студентів 2004 року.
У 2004 році брав участь у XIII-му чемпіонаті України з боксу місто Чернігів.
Учень ШВСМ з 2002—2005 рік.
У 2005 році закінчив Львівський Інститут фізичної культури тепер (ЛДУФК) кафедра спорту.
Після закінченні університету почав займатись тренерською діяльністю в ДЮСШ «Шахтар» з 1 вересня 2005 року працює тренером в ДЮСШ «Шахтар» товариство Україна, працює досі на теперішній в ДЮСШ№2.

## Виховав таких спортсменів
- Майстер спорту, чемпіон України з боксу Данча Іван
- Кандидат в майстри спорту з боксу Гук Сергій
- Кандидат в майстри спорту з боксу Рудий Михайло
- Кандидат в майстри спорту з боксу Сідь Юрій